# Robert Małek
Robert Małek (ur. 15 marca 1971 w Zabrzu) – polski sędzia piłkarski (Śląski ZPN), ekstraklasowy i międzynarodowy (licencja FIFA od 2001). Z zawodu jest policjantem.
W związku z umieszczeniem przez Przegląd Sportowy jego nazwiska na tzw. "liście Fryzjera", 7 września 2006 Wydział Dyscypliny PZPN zapoznał się z wyjaśnieniami arbitrów, m.in. Roberta Małka, oraz nakazał im podjęcie działań prawnych, prowadzących do oczyszczenia się z oskarżeń w związku z publikacją. W przypadku nie przedstawienia w zakreślonym terminie kopii pozwu do sądu przeciwko redakcji Przeglądu Sportowego, WD miał podjąć decyzje o zawieszeniu sędziów w prawach do pełnienia wykonywanej funkcji.
16 stycznia 2007 znalazł się na ogłoszonej przez UEFA liście arbitrów dopuszczonych do sędziowania międzynarodowych spotkań piłkarskich w 2007 roku.
Robert Małek w sezonie 2009/2010 został wyznaczony przez UEFA do sędziowania przynajmniej trzech meczów w Lidze Europy UEFA. Pierwszym z nich był mecz Everton – AEK Ateny.  Kolejnym meczem w którym głównym arbitrem był Małek to mecz Rapid Wiedeń – Celtic F.C. Sędzia nie miał okazji do sędziowania trzeciego spotkania, ponieważ kontuzja jakiej doznał w spotkaniu pomiędzy Francją a Wyspami Owczymi o punkty do Mistrzostw Świata uniemożliwiła poprowadzenie trzeciej serii spotkań fazy grupowej Ligi Europy.
Sędziował również finał Remes Pucharu Polski w sezonie 2009/2010 (22 maja 2010) na stadionie Zawiszy w Bydgoszczy, w którym zagrały Pogoń Szczecin i Jagiellonia Białystok.
W sezonie 2010/2011 został ponownie wyznaczony do sędziowania w europejskich pucharach. Był arbitrem spotkań fazy grupowej Ligi Europy.

## Mecze sędziowane w Lidze Europejskiej UEFA
| Runda                | Data       | Mecz                                            |            |           |           |
| -------------------- | ---------- | ----------------------------------------------- | ---------- | --------- | --------- |
| III runda eliminacji | 30.06.2009 | Metałurh Donieck - Interblock Lublana 2-0 (1:0) | 1 (0 + 1)  | 0         | 1 (1 + 0) |
| Faza Play-off        | 20.08.2009 | FK Sarajewo - CFR Cluj 1-1 (0:1)                | 1 (1 + 0)  | 0         | 0         |
| Faza Grupowa         | 17.09.2009 | Everton - AEK Ateny 4-0 (3:0)                   | 2 (1 + 1)  | 2 (1 + 1) | 0         |
| Faza Grupowa         | 17.12.2009 | Rapid Wiedeń - Celtic F.C. 3-3 (3:1)            | 2 (2 + 0)  | 0         | 0         |
| II runda eliminacji  | 29.07.2010 | Dniapro Mohylew - Baník Ostrawa 1-0 (0:0)       | 2 (0 + 2)  | 0         | 0         |
| Faza Play-off        | 26.08.2010 | Liteks Łowecz - Debreceni VSC 1-2 (0:0)         | 2 (0 + 2)  | 0         | 0         |
| Faza Grupowa         | 30.09.2010 | BSC Young Boys - Getafe CF 2-0 (1:0)            | 3 (1 + 2)  | 0         | 0         |
| Faza Grupowa         | 04.11.2010 | BATE Borysów - Sheriff Tyraspol 3-1 (1:1)       | 4 (1 + 3)  | 0         | 0         |
| III runda eliminacji | 04.08.2011 | Heart of Midlothian - Paksi FC 4-1 (2:0)        | 2 (0 + 2)  | 0         | 0         |
| Faza Play-off        | 18.08.2011 | PAOK FC - Karpaty Lwów 2-0 (1:0)                | 2 (1 + 1)  | 0         | 0         |
| Faza Grupowa         | 20.10.2011 | Stade Rennais - Celtic F.C. 1-1 (1:0)           | 0          | 0         | 0         |
| Faza Grupowa         | 04.11.2011 | AEK Ateny - RSC Anderlecht 1-2 (1:2)            | 3 (2 + 1)  | 0         | 0         |
| II runda eliminacji  | 26.07.2012 | Tromsø - NK Olimpija Lublana 1-0 (0:0)          | 3 (1 + 2)  | 1 (0 + 1) | 1 (1 + 0) |
| III runda eliminacji | 09.08.2012 | Rapid Wiedeń - FK Vojvodina Nowy Sad 2-0 (0:0)  | 6 (2 + 4)  | 1 (0 + 1) | 1 (1 + 0) |
| Faza Play-off        | 23.08.2012 | Neftçi PFK - APOEL FC 1-1 (0:0)                 | 5 (3 + 2)  | 0         | 1 (1 + 0) |
| I runda eliminacji   | 09.07.2013 | FC Differdange 03 - KF Laçi 2-1 (0:1)           | 10 (2 + 8) | 3 (0 + 3) | 0         |
| II runda eliminacji  | 25.07.2013 | Aalborg BK - Dila Gori 0-0 (0:0)                | 3 (0 + 3)  | 0         | 0         |
| Razem                | -          | 17                                              | 51         | 7         | 4         |